# 周挺
周 挺（漢音読み：しゅう ちょう、中国語：周挺、拼音：Zhōu Tǐng、英語：Zhou Ting、1979年2月5日 - ）は、中華人民共和国・遼寧省大連市出身の元サッカー選手。現役時代のポジションはディフェンダー（DF）、ミッドフィールダー。

## 来歴

### クラブ

#### 北京国安
2006年、深圳健力宝から北京国安へ完全移籍した。

## タイトル

### クラブ
北京国安
- 中国サッカー・超級リーグ：1回 (2009)

大連一方
- 中国サッカー・甲級リーグ：1回 (2017)